# Alphabet

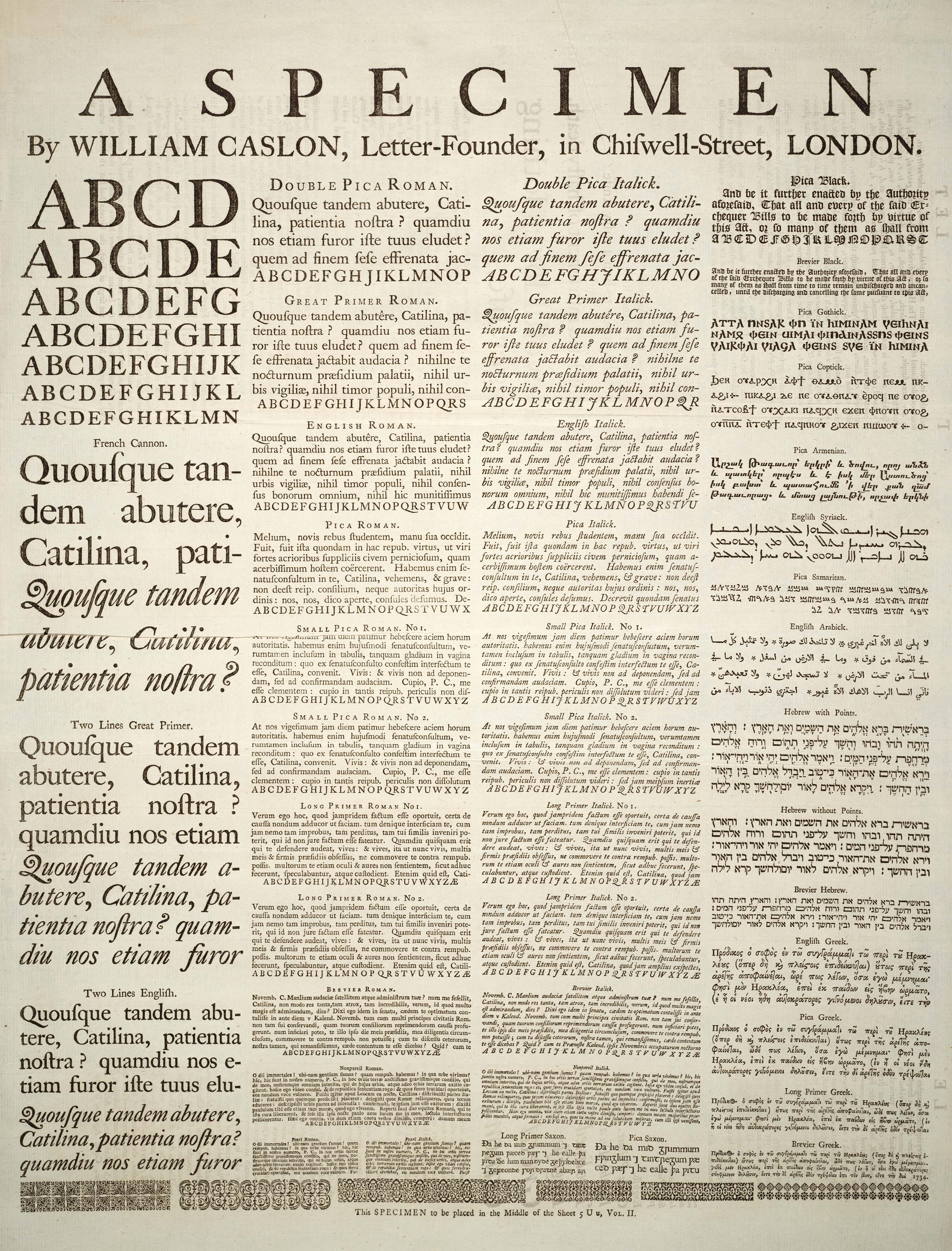
Schriftmusterblatt der Schriftgießerei von William Caslon, ca. 1734

Ein Alphabet (frühneuhochdeutsch von kirchenlateinisch alphabetum, von altgriechisch ἀλφάβητος alphábētos) ist die Gesamtheit der kleinsten Schriftzeichen bzw. Buchstaben einer Sprache oder mehrerer Sprachen in einer festgelegten Reihenfolge. Die Buchstaben können über orthographische Regeln zu Wörtern verknüpft werden und damit die Sprache schriftlich darstellen. Die im Alphabet festgelegte Reihenfolge der Buchstaben erlaubt die alphabetische Sortierung von Wörtern und Namen beispielsweise in Wörterbüchern. Nach einigen Definitionen ist mit Alphabet nicht der Buchstabenbestand in seiner festgelegten Reihenfolge gemeint, sondern die Reihenfolge selbst.
Die Bezeichnung Alphabet geht auf die ersten beiden Buchstaben des griechischen Alphabets zurück (Alpha – α, Beta – β). Ausgehend von den ersten drei Buchstaben des deutschen Alphabets (bzw. des lateinischen Alphabets) sagt man auch Abc.
Alphabetschriften gehören wie Silbenschriften zu den phonographischen Schriften und stehen damit im Gegensatz zu piktografischen oder logografischen Systemen, bei denen die Zeichen für Begriffe stehen (z. B. Rind, Sonnenaufgang, Freundschaft). Im Unterschied zu Silbenschriften bezeichnen alphabetische Buchstaben in der Regel jeweils nur einen Laut (Phonem). Damit wird die fürs Sprechenlernen schon einmal erbrachte Abstraktionsleistung (das Erlernen von Signifikanten für die Objekte des Alltags) hochgradig ins Schreiben hinübergerettet und deren Wiederholung für das Schreibenlernen eingespart. Eine Zwischenform aus Alphabetschrift und Silbenschrift sind die sogenannten Abugidas, zu denen die indischen Schriften gehören.
Das Alphabet dient auch dem Erlernen des Lesens und des Schreibens; eine Merkhilfe dazu waren die Buchstabentafeln; jemand, der lesen kann, wird darum als Alphabet bezeichnet, das Gegenteil ist der Analphabet. Ein wichtiges Ziel von Kulturpolitik ist die Alphabetisierung der jeweiligen Bevölkerung – also die Beherrschung des Lesens und des Schreibens durch alle.

## Deutsches Alphabet
Das deutsche Alphabet ist eine Variante des lateinischen Alphabets. Von diesem stammen die 26 Buchstaben A bis Z; hinzu kommen noch die Umlaute (Ä/ä, Ö/ö, Ü/ü) sowie das Eszett (ẞ/ß).
| Großbuchstaben  | A | B | C | D | E | F | G | H | I | J | K | L | M | N | O | P | Q | R | S | T | U | V | W | X | Y | Z | Ä | Ö | Ü | ẞ |
| Kleinbuchstaben | a | b | c | d | e | f | g | h | i | j | k | l | m | n | o | p | q | r | s | t | u | v | w | x | y | z | ä | ö | ü | ß |

## Weitere Alphabete (Auswahl)

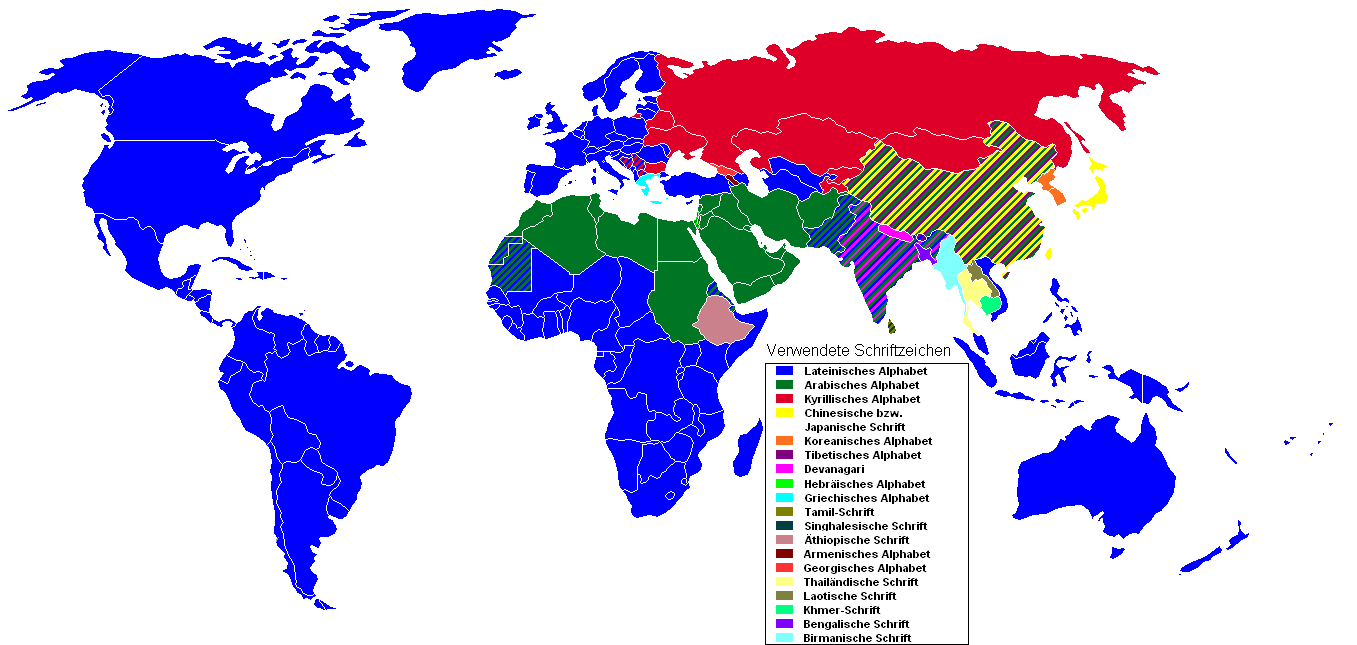
Übersicht der weltweit verwendeten Alphabete

### Natürliche Schriftsprachen
| Bezeichnung/Name                    | Zeit              | Zeichen      |
| ----------------------------------- | ----------------- | ------------ |
| Althebräische Schrift               | 1000 v. Chr.      | 22           |
| Altnubische Schrift                 | 800 n. Chr.       | 30           |
| Altsüdarabische Schrift             | 800 v. Chr.       | 29           |
| Alttürkische Schrift (Orchon-Runen) | 700 n. Chr.       |              |
| Altungarische Schrift               | unbekannt         | 35           |
| Arabisches Alphabet                 | 800 n. Chr.       | 28           |
| Aramäische Schrift                  | 900 v. Chr.       |              |
| Armenisches Alphabet                | 400 n. Chr.       | 36–39        |
| Deutsches Alphabet                  | 1500 n. Chr.      | 30           |
| Georgisches Alphabet                | 400 n. Chr.       | 33           |
| Germanische Schrift (Runen)         | 100 n. Chr.       |              |
| Glagolitische Schrift               | 860 n. Chr.       | 41           |
| Gotisches Alphabet                  | 350 n. Chr.       | 25           |
| Griechisches Alphabet               | 900 v. Chr.       | 24           |
| Koptisches Alphabet                 | 200 n. Chr.       | 32           |
| Koreanisches Alphabet               | 1446 n. Chr.      | 24           |
| Kufische Schrift                    | 600 n. Chr.       | 28           |
| Kyrillisches Alphabet               | 1000 n. Chr.      | 33           |
| Lateinisches Alphabet               | 700 v. Chr.       | 26           |
| Libysche Schrift                    | 300 v. Chr.       |              |
| Phönizisches Alphabet               | 1000 v. Chr.      | 22           |
| Protosinaitische Schrift            | 1700 v. Chr.      | 22–24        |
| Tifinagh-Schrift                    | unbekannt         | 21–27        |
| Wadi-el-Hol-Schrift                 | 1900–1800 v. Chr. | 13 oder mehr |
| Ugaritische Schrift                 | 1400 v. Chr.      | 30           |

### Plan-, Sonder- und Geheimsprachen
| Bezeichnung/Name                | Zeit         | Anmerkungen                                                                                   |
| ------------------------------- | ------------ | --------------------------------------------------------------------------------------------- |
| Henochische Sprache             | 1583 n. Chr. | –                                                                                             |
| Klingonische Schrift            | 1984 n. Chr. | –                                                                                             |
| Schrift des Codex Seraphinianus | 1978 n. Chr. | von Luigi Serafini entwickelt                                                                 |
| Tengwar-Alphabet                | 1919 n. Chr. | von J. R. R. Tolkien entwickelt, wird für die fiktiven Sprachen Sindarin und Quenya verwendet |
| Thebanisches Alphabet           | 1500 n. Chr. | –                                                                                             |
| Voynich-Alphabet                | unbekannt    | –                                                                                             |

## Funktionsweise
Die Buchstaben eines Alphabetes sind schriftliche Symbole für die kleinsten bedeutungsunterscheidenden lautlichen Einheiten der Sprache, die Phoneme; zum Beispiel unterscheiden ⟨t⟩ und ⟨s⟩ in ⟨Haut⟩ und ⟨Haus⟩ die Bedeutung der Wörter (siehe auch Minimalpaar und Allophon).
In einem idealen Alphabet entspricht jeder Buchstabe einem Phonem und umgekehrt. In der Praxis finden sich aber immer Abweichungen:
- Es kann dasselbe Zeichen für verschiedene Laute gelten (z. B. ⟨v⟩ für [f] in Vogel  und [v] in Vase  oder die drei ⟨e⟩ in weggeben  [ˈvɛkˌgeːbən]).
- Es kann derselbe Laut mit verschiedenen Zeichen notiert werden (z. B. [f] in ⟨Vogel⟩ und ⟨Fisch⟩).
- Es können mehrere Zeichen für ein einziges Phonem stehen (⟨sch⟩).
- Es können mehrere Laute durch ein einziges Zeichen wiedergegeben werden (z. B. ⟨x⟩ für /ks/).
- Es kann ein Laut unbezeichnet bleiben (z. B. der Knacklaut in ⟨beachten⟩ /bəˈʔaxtən/).

Darüber hinaus geht die einmal festgelegte Korrespondenz von Phonem und Graphem auch durch den Sprachwandel verloren (vergleiche englisch ⟨sign⟩ /saɪn/ und ⟨signal⟩ /ˈsɪgnəl/ gegenüber lateinisch ⟨signum⟩).
Fehlen in einem Schriftsystem Zeichen für Phoneme, können sprachliche (inhaltliche) Unterschiede eventuell nicht schriftlich wiedergegeben werden. So bestanden einige Alphabete ursprünglich nur aus Konsonanten (Konsonantenschrift). Später wurden sie mit Zeichen für Vokale ergänzt, die als kleine Zusätze (z. B. Punkte, Striche) zu den Konsonanten gesetzt werden konnten (z. B. arabisches und hebräisches Alphabet).
Sind hingegen in einem Schriftsystem Zeichen für Phoneme im Übermaß vorhanden, können semantische (inhaltliche) Unterschiede selbst bei gleicher Lautung schriftlich ausgedrückt werden. Zum Beispiel im Deutschen ⟨Lerche⟩ und ⟨Lärche⟩.
Die Schriftsysteme für die meisten europäischen Sprachen nutzen Varianten des lateinischen Alphabets. Dabei wurden den Zeichen für lateinische Laute ähnliche Laute der jeweiligen Sprache zugeordnet. Dieselben Zeichen standen in den verschiedenen Sprachen für teilweise unterschiedliche Laute. Zudem ist es im Zuge der Sprachentwicklung zu weiteren Veränderungen der Aussprache gekommen (vgl. ⟨j⟩ im Deutschen und Englischen).
Da die Zahl und Art der Phoneme in den verschiedenen Sprachen unterschiedlich ist, genügte der Zeichenvorrat des lateinischen Alphabetes oft nicht. Deshalb wurden zur Darstellung der betreffenden Phoneme Buchstabenkombinationen (z. B. ⟨ou⟩, ⟨ch⟩, ⟨sz⟩) und diakritische Zeichen eingeführt (z. B. auf ⟨ö⟩, ⟨š⟩).
Daneben wurden Varianten der ursprünglichen lateinischen Zeichen (⟨i⟩ → ⟨j⟩, ⟨v⟩ → ⟨u⟩) und Ligaturen (⟨ae⟩ → ⟨æ⟩, ⟨uu⟩/⟨vv⟩ → ⟨w⟩, ⟨ſz⟩/⟨ſs⟩ → ⟨ß⟩) zu eigenständigen Zeichen weiterentwickelt und gelegentlich auch Buchstaben aus anderen Alphabeten übernommen (⟨þ⟩).

## Lautschrift
Ein absolut phonetisches Alphabet wäre in der Praxis unbrauchbar, weil es aufgrund der mannigfaltigen Nuancen einer Sprache sehr viele Zeichen hätte. Ein in Bezug auf die phonetische Wiedergabe optimiertes Alphabet ist das IPA, welches möglichst vielen Lautnuancen ein grafisches Zeichen zuordnet.
Eine phonemische Schreibweise behandelt unterschiedliche Aussprachen desselben Phonems gleich. So wird beispielsweise in der deutschen Orthografie die regional unterschiedliche (phonetische) Aussprache des Phonems /g/ in ⟨Tag⟩ als norddeutsch [taχ] und hochdeutsch [taːk] nicht berücksichtigt. Daneben sorgen morphemische Schreibungen für ein konstanteres Schriftbild bei der Flexion, z. B. schreibt man wegen des Plurals Tage  nicht *⟨Tak⟩, sondern ⟨Tag⟩, und bei der Derivation, z. B. ⟨täglich⟩ statt ⟨teglich⟩.

## Buchstabieren
Wenn Menschen einander mündlich die korrekte Schreibweise eines Wortes mitteilen, indem sie nacheinander alle Buchstaben jenes Wortes nennen, so bezeichnet man diesen Vorgang als Buchstabieren (Verb: buchstabieren). Dabei werden Konsonantenbuchstaben meist mit Hilfe von zusätzlichen Vokalen ausgesprochen, im Deutschen zum Beispiel [beː] für B oder [kaː] für K (siehe Benennung der Buchstaben). Um Missverständnisse auszuschließen, können auch in einer Buchstabiertafel festgelegte Ansagewörter (beispielsweise Namen) ausgesprochen werden, die mit dem betreffenden Buchstaben beginnen, zum Beispiel „Aachen“ für A oder „Berlin“ für B. Für Deutschland sind Buchstabiertafeln und Buchstabierregeln in der DIN 5009 enthalten.

## Entstehung und Entwicklung
Die Alphabetschrift entstand in der ersten Hälfte des 2. Jt. v. Chr. in Ägypten durch semitisch-sprachige Menschen. Die bildhafte ägyptische Hieroglyphenschrift hatte auch sog. Einkonsonantenzeichen. Diese wurden verwendet, um die Konsonanten darzustellen. Der Name des Gegenstandes wurde zugleich zum Namen des Buchstabens, z. B. ein Hausgrundriss = bayt > „b“; die Silhouette eines Kopfes = resch = „r“. Dass die ägyptischen Zeichen mit dem semitischen Wort benannt wurden, zeigt, dass das Alphabet zwar in Ägypten und auf Basis der Hieroglyphen entstand, aber von semitisch bzw. kanaanäisch sprechenden Personen (Händler, Handwerker etc.) entwickelt wurde. Da im Ägyptischen im Prinzip nur Konsonanten geschrieben wurden (mit eigenen Zeichen für den Stimmeinsatz vor Vokalen), wurde auch die semitische Alphabetschrift eine Konsonantenschrift, was auch der semitischen Sprache entspricht. Diese sog. protokanaanäische Schrift wurde auch in Serabit el-Khadim, auf der Sinaihalbinsel gefunden, wo Ägypter und Einheimische um ca. 1500 v. Chr. Bergbau betrieben. Das Alphabet verbreitete sich bald in Kanaan und Syrien. Es gab ein Langalphabet mit 27 und ein Kurzalphabet mit 22 Zeichen, und es entwickelten sich eine kanaanäische und eine südarabische Version. Diese Schriften sind Linearschriften, d. h. sie werden in Form von Linien geschrieben.
Schon um 1400 v. Chr. wurde in Ugarit, einer Stadt an der syrischen Mittelmeerküste, das Alphabet auf Tontafeln in Keilschrift geschrieben. Dabei wurde das 27-Zeichen-Alphabet am Ende mit drei Vokalzeichen ergänzt. Die ugaritischen Texte zeigen, dass sich das Alphabet um 1400 schon weit verbreitet hatte, und dass sich auch schon eine bestimmte Reihenfolge des Alphabets etabliert hatte.  Auf Grund des Schreibmaterials Tontafeln blieben in Ugarit relativ viele Text erhalten, während sonst auf vergänglichem organischem Material (Holz, Leder) geschrieben wurde, sodass meistens nur kurze Inschriften auf Stein oder Verputz erhalten blieben.
Aus der kanaanäischen Linearschrift (nicht aus der ugaritischen Keilschrift) haben sich verschiedene lokale Schriften (althebräisch, altmoabitisch, phönizisch, aramäisch) entwickelt, die zunächst alle sehr ähnlich ausgeschaut haben. Auf Grund der großen Bedeutung der phönizischen Städte wie etwa Byblos und ihres Handels im Mittelmeer erlangte die phönizischen Ausprägung der Alphabetschrift die größte Verbreitung und wurde so zum Vorläufer der griechischen (und auch der lateinischen) Schrift.
In der älteren Zeit wurde sowohl von rechts nach links als auch von links nach rechts geschrieben, später setzte sich die Schreibung von rechts nach links durch. Schon im Kanaanäischen konnten einzelne Konsonanten auch Vokale andeuten, nämlich j für helle Vokale (i, e) und w für dunkle Vokale (o, u;). Dieses „Hilfsmittel“ ergibt sich aus der semitischen Sprache und wurde dann auch in Hebräisch, Aramäisch und Arabisch angewandt.
Als die Griechen etwa im 9. Jahrhundert v. Chr. die phönizische Schrift übernahmen und adaptierten, benutzten sie Zeichen für bestimmte semitische Konsonanten, die in ihrer Sprache nicht vorkamen, zur Bezeichnung von Vokalen, wobei der ursprüngliche Laut bzw. Name Pate stand: So wurde das den Stimmeinsatz bezeichnende Alef, das man kaum anders als „a“ hören konnte, zum Alpha;  aus dem Zeichen H für einen rauen Hauchlaut, das als He bezeichnet wurde, wurde im griechischen Alphabet das Zeichen für den Vokal „e“ (siehe Buchstabe Eta). Ein Kreis war Zeichen für den typisch semitischen Laut „'Ajin“. Ajin bedeutet Auge, im griechischen wurde es zum „o“, wobei vermutlich das griechische Wort für Auge (omma oder ophtalmos) eine Hilfe war. So wie seinerzeit in Ugarit, wurden auch im Griechischen einige neue Zeichen angehängt, nämlich Phi, Chi, Psi und Omega.
Längere Zeit gab es verschiedene lokale Ausprägungen der griechischen Schrift. Im Jahre 403 v. Chr. wurde in Athen das Alphabet normiert. Es wurde im Hellenismus zum Schriftsystem für ganz Griechenland.
Anfang des 4. Jahrhunderts v. Chr. brachten griechische Siedler das Alphabet nach Italien, wo die Etrusker (in der heutigen Toskana) es im Laufe des 4. Jahrhunderts übernahmen. Im 3. Jahrhundert v. Chr. orientierten sich die Römer an der griechisch-etruskischen Schrift und überlieferten sie im 1. Jahrhundert v. Chr. nach Mitteleuropa.

## Historische Bedeutung
Durch das Alphabet entstand ein System mit vergleichsweise wenigen Zeichen. Um die Aufzeichnungen der alten Ägypter verstehen zu können, musste man Hunderte, später sogar Tausende Hieroglyphen lernen. Nun genügten zwei Dutzend Zeichen, um sämtliche Gedanken, die überhaupt formulierbar sind, zu notieren. Die Einfachheit dieses Systems begünstigte dessen Verbreitung über die halbe Welt.
„Die menschlichen Sprechwerkzeuge können zwar eine riesige Zahl von Lauten erzeugen, doch beruhen fast alle Sprachen auf dem formalen Wiedererkennen von nur ungefähr vierzig dieser Laute durch die Mitglieder einer Gesellschaft.“ (Jack Goody).
Die Reihenfolge des griechischen und lateinischen Alphabets folgt global (mit wenigen Ausnahmen) der Reihenfolge des phönizischen Alphabets, da die Zeichen auch mit einem Zahlwert gekoppelt waren.

## Alphabete im weiteren Sinn

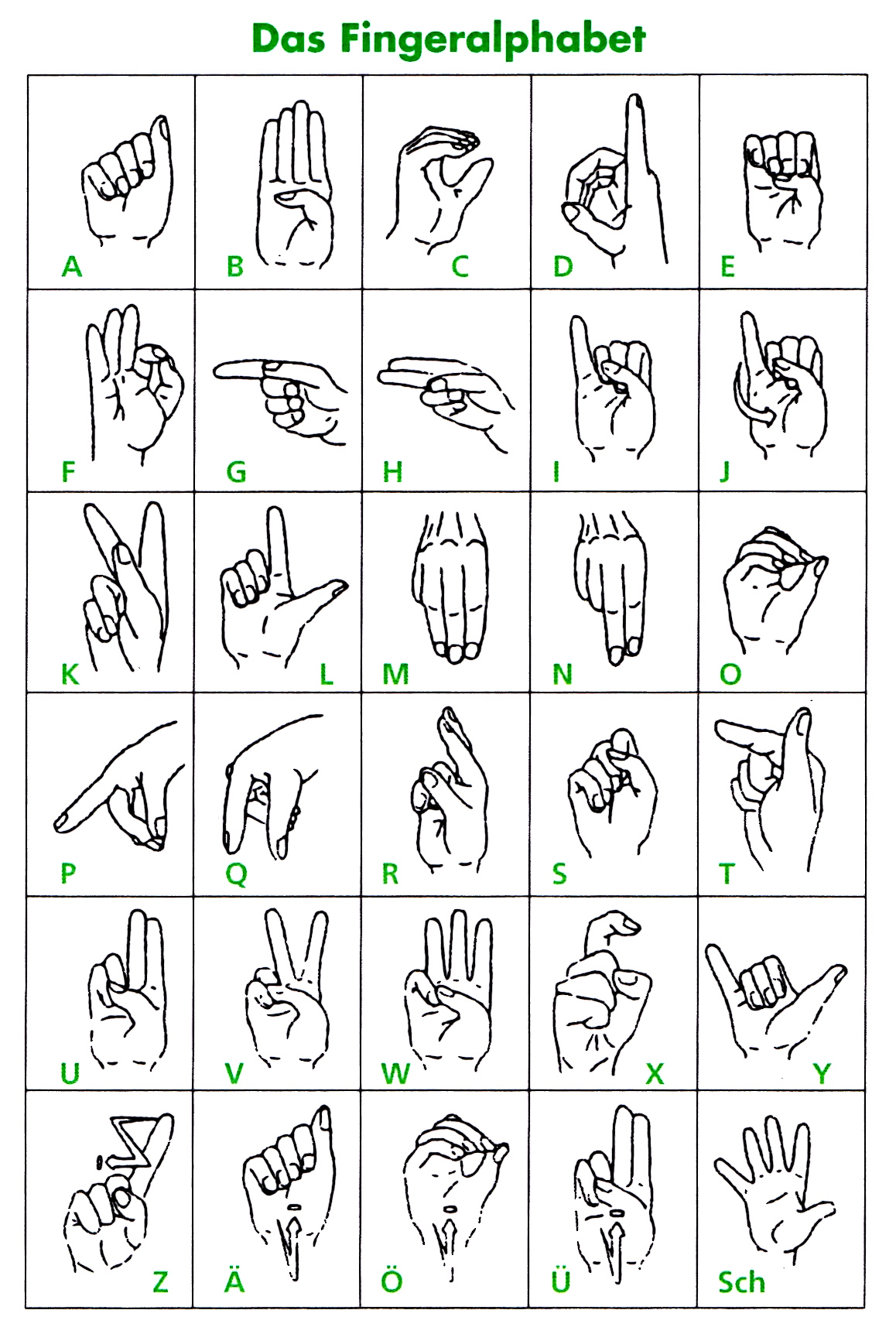
Deutsches Fingeralphabet

Claude Chappes Alphabet für die optische Telegrafie

Die Buchstaben (Schriftzeichen eines Alphabets) bestehen meist aus Linien und können beispielsweise auf Papier geschrieben werden. Das bestimmende Merkmal eines Buchstabens ist jedoch nicht die Form, sondern seine Funktion, einen Sprachlaut oder eine Lautverbindung zu repräsentieren. Deshalb spricht man im weiteren Sinn auch bei den folgenden Zeichensystemen von Alphabeten:
- Brailleschrift, die häufigste Form einer Blindenschrift
- Fingeralphabet für Gehörlose und Schwerhörige
- Morsezeichen
- Flaggenalphabet
- Winkeralphabet
- optische Telegrafie

Diese Zeichensysteme kodieren eigentlich Buchstaben – und nur indirekt Laute. Zudem enthalten sie auch Zeichen für Ziffern und teilweise weitere Zeichen (Satzzeichen, Steuerzeichen, Zeichen für Wörter).
In der Informatik werden die Begriffe Alphabet und Buchstabe in einem verallgemeinerten Sinn verwendet. Ein „Buchstabe“ kann hier auch eine Ziffer oder ein sonstiges Symbol sein – „Alphabete“ und „Wörter“ können solche beliebigen Symbole enthalten. Siehe hierzu Alphabet (Informatik) und formale Sprache.

## Alphabet-Romane
Romane dieser Art nutzen Sprache und Schrift bewusst als künstlerisches Material. Mithilfe literarischer Techniken wie Lipogrammen oder Abecedarien erkunden sie spielerisch und reflektierend die Beziehung zwischen sprachlicher Form und Bedeutung. Anders als konventionelle Romane, die hauptsächlich erzählerische Inhalte bieten, stellen auf das Alphabet bezogene Romane die Struktur der Sprache selbst in den Mittelpunkt oder verwenden das Alphabet als symbolisches und thematisches Ordnungsprinzip. Sie verfolgen dabei oft experimentelle Ansätze im Umgang mit Sprache, wodurch deutlich wird, wie stark Form und Inhalt einander bedingen und wie kreativ sprachliche Grenzen überwunden werden können.
- Gadsby (1939) – Ernest Vincent Wright
- The Gashlycrumb Tinies (1963) – Edward Gorey
- La Disparition (1969) – Georges Perec
- Alphabetical Africa (1974) – Walter Abish
- From A to Z, in the Chocolate Alphabet (1976) – Harlan Ellison
- Dictionary of the Khazars (1984) – Milorad Pavić
- Anton Voyls Fortgang (1986) – Georges Perec
- A Fool’s Alphabet (1992) – Sebastian Faulks
- Ella Minnow Pea (2001) – Mark Dunn
- Eunoia (2001) – Christian Bök
- Alphabet (2004) – Kathy Page
- The Lover’s Dictionary (2011) – David Levithan
- The Flame Alphabet (2012) – Ben Marcus
- Das Alphabet bis S (2023) – Navid Kermani
- Imitathyos. Das unendliche Alphabet (2024) – Matthias A. K. Zimmermann
- Alphabetical Diaries (2024) – Sheila Heti